# Franz Rosenzweig

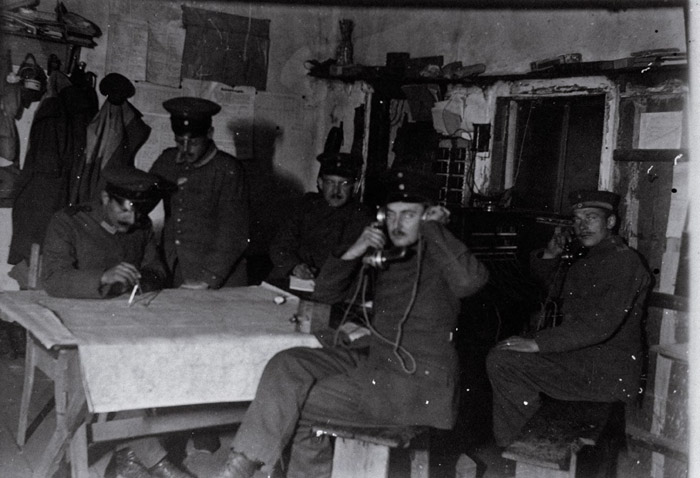
Franz Rosenzweig.

Franz Rosenzweig (pronunciación en alemán: /ˌfʁant͡s ˈʁoːzn̩ˌt͡svaɪ̯k/ⓘ; Kassel, 25 de diciembre de 1886 - Fráncfort del Meno, 10 de diciembre de 1929) fue un filósofo y teólogo alemán, uno de los más importantes del siglo XX. Influyó en importantes pensadores como Walter Benjamin y Emmanuel Lévinas, entre otros. Colaboró con Martin Buber en la traducción de la Torá del hebreo al alemán.

## Biografía
Nació en Kassel (Alemania) el 25 de diciembre de 1886, en el seno de una familia judía asimilada, heredera de la emancipación y del judaísmo liberal, que buscaba integrarse en el mundo moderno burgués. Sus padres eran Georg Rosenzweig y Adele Alsberg. A pesar de que no estaban dispuestos a abandonar la religión de sus padres, las cuestiones religiosas no desempeñaban un papel importante en sus vidas. Los Rosenzweig asistían sólo a las fiestas importantes en la gran sinagoga de la comunidad liberal en Kassel y tenían compromisos con las instituciones de ayuda comunitaria judías.
Solo por su tío abuelo Abraham (Adam) Rosenzweig, el joven Franz fue guiado en los modos de la vida tradicional judía y en el aprendizaje del hebreo.
A petición de su padre estudió medicina a partir de 1905 en Goettingen, Friburgo y Múnich. De esta época data su estrecha amistad con su primo Rudolf Ehrenberg y con Victor von Weizsäcker. Después de concluir sus estudios en 1907 fijó su interés por la historia de la ciencia y la filosofía, estudios que realizó en Berlín y Friburgo. En 1912 obtuvo su doctorado con una tesis Sobre Hegel y el Estado en Friburgo.
Dos acontecimientos marcarán su vida: la Primera Guerra Mundial y el redescubrimiento del judaísmo. Su participación directa en la guerra confirmó sus reservas respecto a la filosofía de Hegel, que justificaba la muerte de los individuos en nombre de causas superiores y le llevó a romper de manera definitiva con el idealismo. Su opción por el judaísmo fue poco tiempo antes, en 1913. Mientras pensaba en convertirse al cristianismo visitó casi por casualidad una pequeña sinagoga en Berlín en Yom Kipur. Tenía la intención de acercarse a las tradiciones de sus antepasados. Al finalizar el servicio religioso estaba convencido de que deseaba dedicar el resto de su vida al estudio y a la enseñanza del judaísmo. Para ello permaneció en Berlín bajo la influencia del filósofo Hermann Cohen, exponente del judaísmo liberal.

### Enfermedad.
A principios de 1922, sufrió una esclerosis que gradualmente lo paralizó y limitó su habilidad para escribir y para hablar. No obstante continuó con su labor utilizando una máquina de escribir especial y, más adelante, cuando ya no se podía mover, mantuvo comunicación a través de los reducidos signos que emitía.

## La estrella de la Redención
En su obra principal, La estrella de la Redención (1921), Rosenzweig analiza cómo la unicidad de cada ser humano, la realidad del mundo y la trascendencia de Dios ponen en jaque la idea de totalidad, mostrando cómo estas tres singularidades encuentran sentido, una en relación con la otra. La creación une el mundo a Dios, la revelación permite que el ser humano sea orientado por la palabra divina y la redención le da como tarea la salvación del mundo, esencialmente por medio del amor.
A pesar de la clara separación en tres volúmenes de La estrella de la Redención se aprecia una correlación con su idea de un Neues Denken «nuevo pensamiento», un marco filosófico nuevo y que para muchos está construido a partir de las conversaciones y epistolaria con sus amigos — Hans Ehrenberg y Eugen Rosenstock, Rudolf Ehrenberg y Viktor von Weizsaecker (GS III, 151), como también Martin Buber, Ferdinand Ebner, y al final de su vida Gabriel Marcel y Eberhard Grisebach.